# Beaumes-de-Venise
Beaumes-de-Venise é uma comuna francesa na região administrativa da Provença-Alpes-Costa Azul, no departamento de Vaucluse. Estende-se por uma área de 18,89 km². Em 2010 a comuna tinha 2 446 habitantes (densidade: 129,5 hab./km²).